# Dictionnaire de l'extrême droite
Le Dictionnaire de l’extrême droite est un ouvrage de référence sur la vie politique française publié en mars 2007 sous la direction d'Erwan Lecœur. Malgré son titre générique, ce dictionnaire s'intéresse essentiellement à l'extrême droite française et contemporaine. Il a été rédigé par une équipe de spécialistes (historiens et sociologues français) : Jean-Yves Camus, Sylvain Crépon, Nonna Mayer, Marie-Cécile Naves, Birgitta Orfali, Bernard Schmid et Fiammetta Venner.

## Présentation
Bien que suivant les thèmes et les préoccupations de l'extrême droite française depuis l'affaire Dreyfus avec la naissance de l'Action française, l'ouvrage est consacré en grande partie au Front national, à ses réseaux d'influence et à son monde de diffusion. Plusieurs articles retracent également l'histoire du nationalisme, de la Nouvelle Droite, du catholicisme traditionaliste et, plus généralement, des principaux organes de presse de l'extrême droite française contemporaine. Des entrées comme celles sur Jacques Chirac ou Nicolas Sarkozy tentent de faire la lumière sur la relation entretenue (en particulier par le FN) avec ces derniers.

Les auteurs du dictionnaire disent avoir insisté sur le problème posé par les mots et la sémantique car, selon eux, il y a 

« un langage spécifique, un vocabulaire et des expressions propres à cette famille politique, pour qui les mots sont des "armes", manipulés, utilisés comme des vecteurs de mémoire, servant à qualifier les "siens", mais aussi à disqualifier les "ennemis", qui forment le point de ralliement de la mouvance. »

Le dictionnaire est précédé d'un avant-propos dressant un portrait des différents courants de l'extrême droite européenne en s'appuyant principalement sur les travaux de Jean-Yves Camus. Il comprend une bibliographie indicative d'une soixantaine de titres.
Pour inaugurer la collection « À présent », les éditions Larousse font également paraître trois autres dictionnaires complémentaires :
- Dictionnaire de la gauche, Hélène Hatzfeld (dir.),
- Dictionnaire de la droite, Xavier Jardin (dir.),
- Dictionnaire de l'extrême gauche, Serge Cosseron (dir.).

## Table des matières

### Avant-propos
- « L’extrême droite en questions »
- « Temps forts »

### Articles
- « Action française (AF) »
- « Activisme »
- « Les Affaires »
- « AGRIF »
- « Aimer la France »
- « Algérie française »
- « Alliances électorales »
- « Alsace d'abord »
- « Amérique »
- « Antiégalitarisme »
- « Antifiscalisme »
- « Antisémitisme »
- « Bernard Antony »
- « Arabe(s) »
- « Argent »
- « Armée »
- « Avortement »
- « Bande des quatre-UMPS »
- « Banlieues »
- « Alain de Benoist »
- « Jacques Bompard »
- « Bon sens »
- « Camp national »
- « Capitalisme populaire »
- « Carpentras »
- « Catholiques traditionalistes »
- « Cercles nationaux »
- « Chef »
- « Jacques Chirac »
- « Choc des civilisations »
- « Chômage »
- « Chrétienté-Solidarité (comités) »
- « Civilisation »
- « Clovis »
- « Club de l'horloge »
- « CNI »
- « Communauté, communautarisme »
- « Communisme »
- « Complot »
- « Compromis nationaliste »
- « Cosmopolite »
- « CPE »
- « Culture »
- « Décadence, déclin »
- « Démocratie »
- « Dérapages »
- « Différentialisme »
- « Département protection sécurité »
- « Droite nationale »
- « Élections »
- « Éléments »
- « Emblèmes »
- « Équipe de France de football »
- « Établissement »
- « État et État-nation »
- « Europe et euromondialisme »
- « Évangiles »
- « Famille »
- « Femmes »
- « Fête »
- « Financement »
- « FNJ »
- « Pim Fortuyn »
- « Français »
- « Francs-maçons »
- « Front national »
- « Gaucho-lepénisme et ouvriéro-lepénisme »
- « Charles de Gaulle »
- « Générations au FN »
- « Bruno Gollnisch »
- « Billy Graham »
- « GRECE »
- « Groupe union défense (GUD) »
- « Héritage »
- « Identitaires »
- « Identité »
- « Immigration, immigrés »
- « Intégristes »
- « Invasion (immigration) »
- « Irak »
- « Iran »
- « Islam »
- « Jeanne d’Arc »
- « Krisis »
- « Carl Lang »
- « Jean-Marie Le Pen »
- « Marine Le Pen »
- « Lobby »
- « Samuel Maréchal »
- « Jean-Claude Martinez »
- « Médias »
- « Bruno Mégret »
- « Messe tridentine »
- « Métapolitique »
- « Nicolas Miguet »
- « Militants »
- « Minute »
- « MNR »
- « Mondialisme »
- « Secte Moon »
- « National Hebdo »
- « Nationalisme »
- « Nationalistes et nationaux »
- « Nationalistes-révolutionnaires »
- « National-libéralisme »
- « Négationnisme »
- « Néofascisme »
- « Néonazis »
- « Néopaïens »
- « Ni droite, ni gauche »
- « Occident »
- « Ordre nouveau »
- « Patrie, patriotes »
- « Peuple »
- « Préférence nationale »
- « Présent »
- « Propagande »
- « Provie »
- « Race et racisme »
- « Radio Courtoisie »
- « Religion »
- « République »
- « Réseau radical »
- « Rivarol »
- « Royalistes »
- « Saint-Nicolas-du-Chardonnet »
- « Nicolas Sarkozy »
- « Scission »
- « Séminaire des petits couteaux »
- « Sida »
- « Skinheads »
- « Solidaristes »
- « Syndicats »
- « Tendances »
- « Terrorisme »
- « "Tous pourris" »
- « Tradition »
- « Troisième Voie »
- « Valeurs »
- « Pierre Vial »
- « Philippe de Villiers »
- « Völkisch »
- « Vote Le Pen »

### Notice bibliographique
- Erwan Lecœur (dir), Dictionnaire de l'extrême droite, Paris, Larousse, coll. « À présent », 2007  (ISBN 978-2-03-582622-0).

### Comptes rendus, articles
- Josseline Abonneau, « La tentation encyclopédique », dans Le Figaro, 7 mars 2007.
- Cécile Cornudet, « Garder le sens des mots de gauche à droite », dans Les Échos, vendredi, 16 mars 2007, n° 19879, p. 17.
- « Erwan Lecoeur, sociologue, a dirigé le Dictionnaire de l'extrême droite : "Les Français d'origine étrangère qui votent Le Pen se considèrent comme de bons immigrés" », entrevue avec Sébastien Hervieu, dans La Croix, mardi, 17 avril 2007, n° 37726, p. 7.